# Psychostick
Psychostick is een Amerikaanse metalcoreband uit Tempe (Arizona). Ze staan vooral bekend voor het gebruik humoristische teksten in hun nummers, een stijl die ze zelf humor-core noemen.

## Achtergrond
De groep werd opgericht in 2000. Aanvankelijk speelden ze toen nog alternatieve metal, maar al snel schakelden ze over op de metalcore.
In juli 2006 ondernam Psychostick voor het eerst een landelijke tournee. Ze hebben samen getoerd met Look What I Did, Powerglove, Bobaflex, Indorphine, Screaming Mechanical Brain, en Better Left Unsaid. Verder hebben ze opgetreden met bands als onder andere Three Days Grace, Army of Anyone, Sick Puppies, Hemlock, Rehab, A New Revolution, The Exies, Smile Empty Soul, Within Chaos, Pumpjack, Vehemence, American Standard en Phunk Junkeez.

## Leden

### Huidige leden
- - Rob "Rawrb" Kersey — lead vocals (2000–present)
  - Josh "The J" Key — guitars, vocals (2000–present)
  - Alex "Shmalex/The Boy" Dontre (formerly Preiss) — drums (2000–present)
  - Hotdog — Hotdog (2021–present)

### Vorige leden
- Matty J "Moose" Rzemyk  — bass, vocals (2010–2024)
  - Hunter Alexander — bass (2000–2001)
  - Mike "Mike Hawkizzard" Kocian — bass, backing vocals (2001–2007)
  - Vince "V" Johansen — guitar (2004–2006)
  - Jake "Jakermeister" McReynolds — guitars, backing vocals (2008–2009)
  - Jimmy "Jimmychanga" Grant — bass, vocals (2008–2009)

## Discografie

### Albums
- 2003: We Couldn't Think of a Title (opnieuw uitgebracht in 2006)
- 2009: Sandwich
- 2011: Space Vampires VS Zombie Dinosaurs in 3D
- 2014: Revenge of the Vengeance
- 2018: Do
- 2022: ...and stuff

### Ep's
- 2007: The Flesh Eating Roller Skate Holiday Joyride

### Demo's
- 2000: Don't Bitch, It's Free!
- 2001: Die...A Lot!

### Dvd's
- 2009: Psychostick: The Birthening